# Hilleaceae
Famille
Les Hilleaceae sont une famille d'algues de l'embranchement des Cryptista, de la classe des Cryptophyceae et de l’ordre des Cryptomonadales.

## Étymologie
Le nom de la famille vient du genre type Hillea, peut-être à rapprocher de la structure anatomique appelée « hile », en référence à la structure de cette cellule qui est décrite par Butcher comme étant « sans sillon proprement dit mais avec une dépression d'où naissent les flagelles ». 

## Description
Le genre Hillea est constitué de minuscules monades biflagellées nageant librement ; leur système sillon-œsophage est peu développé, le sillon longitudinal étant apparemment dépourvu d'éjectosomes ; avec un ou deux chloroplastes qui peuvent être de couleur rouge-brun ou bleu-vert ; le pyrénoïde et la tache oculaire peuvent être présents ou non.
Ce genre constitue un assemblage artificiel et mal connu de cryptomonades.
En 1967 Butcher a modifié le protologue de Schiller pour inclure tous les « organismes de type Cryptomonas dans lesquels il y a une dépression verticale ou un sillon sans éjectosome. », ce qui revient à dire toutes les espèces incomplètement décrites dans lesquelles les éjectosomes n'ont été ni figurés ni mentionnés, reléguant ainsi le genre au statut de « poubelle »
La définition actuelle englobe les formes marines et d'eau douce décrites principalement dans les localités européennes.
Il n'y a à ce jour (octobre 2021) aucune étude détaillée d'aucune espèce du genre Hillea.

## Distribution
Le genre Hillea a été découvert en 1925 en Mer Adriatique entre 25 et 75 m de profondeur.

## Liste des genres
Selon AlgaeBase (3 septembre 2022) :
- Hillea J.Schiller, 1925

## Systématique
Le nom correct complet (avec auteur) de ce taxon est Hilleaceae Butcher, 1967.

## Publication originale
- Butcher, R.W. (1967). An introductory account of the smaller algae of British coastal waters. Part IV: Cryptophyceae. Fisheries Investigations, London, series IV 1967:  [i]-vi, [1]-54, 22 pls.